# Sant Joan de Mollet
Sant Joan de Mollet és un municipi empordanès adscrit a la comarca catalana del Gironès. Limita al nord amb el Ter, i al sud amb Sant Martí Vell, mentre que a l'est confronta amb el poble de Flaçà, amb el qual avui dia pràcticament està unit, i a l'oest amb Bordils.

## Geografia
- Llista de topònims de Sant Joan de Mollet (Orografia: muntanyes, serres, collades, indrets..; hidrografia: rius, fonts...; edificis: cases, masies, esglésies, etc).

## Història

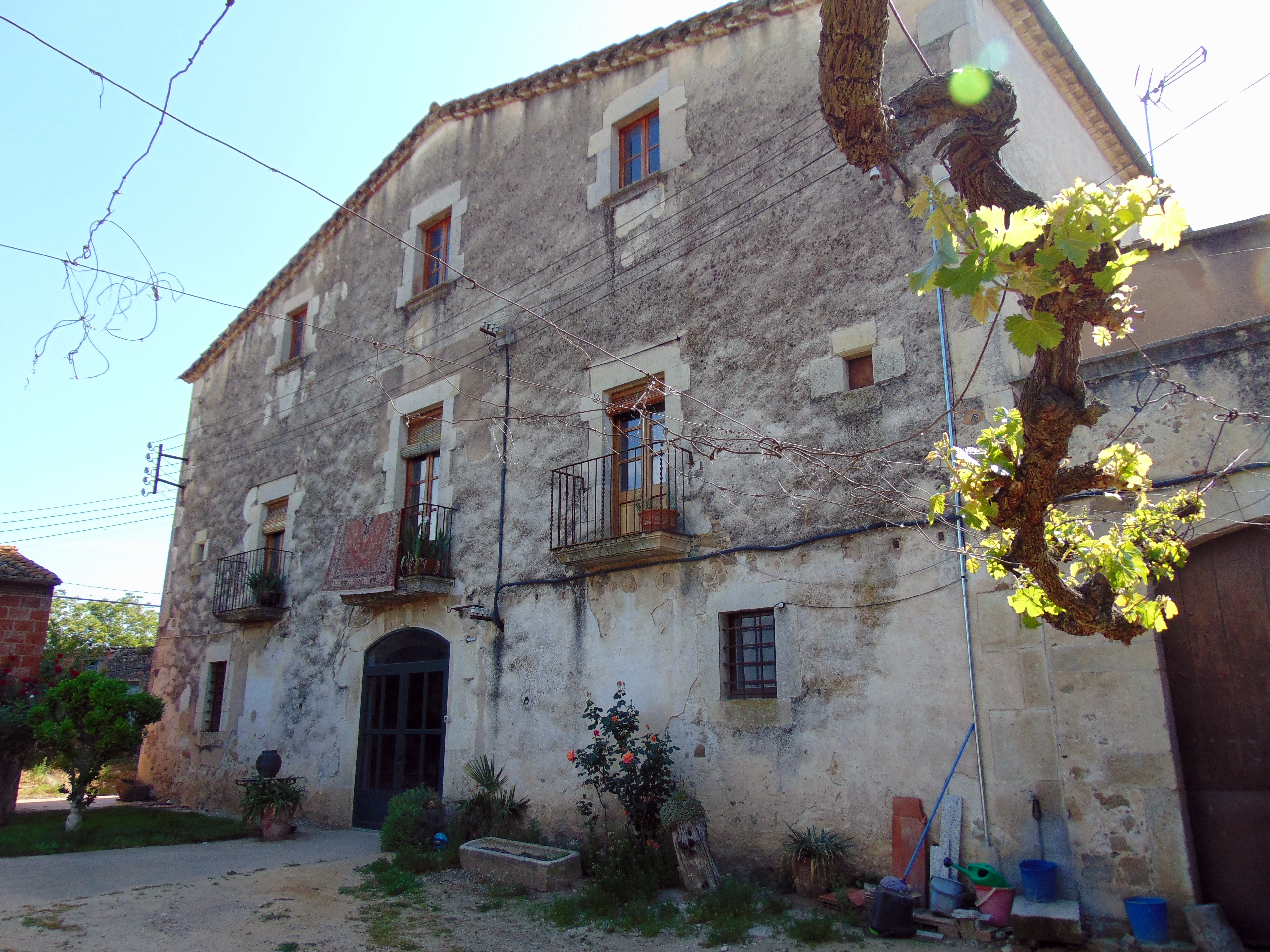
Can Masó, una gran masia a l'interior del nucli urbà

La primera informació escrita del poble es troba a l'alta edat mitjana, l'any 844. En aquell temps, Sant Joan de Mollet era sota la jurisdicció del bisbat de Girona. La primera dada de població és del segle XIV amb 29 focs, uns 150 habitants. Dues centúries més tard, al segle xvi, la població no va créixer sinó que va minvar sensiblement per les malalties i males collites. Al segle xvi va ser jurisdicció reial.
Al segle xviii es va obrir la séquia Vinyals, gràcies a un privilegi reial concedit amb la família Vinyals de Flaçà l'any 1788, que els atorgava el dret d'ús d'aigua del Ter per al rec de les terres de Bordils, Celrà, Juià, Flaçà i Sant Joan de Mollet; malgrat que fins al 1932 no es concediria el dret de derivació de la séquia fins al pla de Mollet i Flaçà. Fins a la publicació del Reial Decret de 27 de juny de 1916 el municipi es deia simplement Mollet. Cap al 1920 Sant Joan havia augmentat el seu urbanisme, disposava de 96 edificis i 88 dels seus habitants sabien llegir i escriure, ja que anaven a l'escola del poble veí de Flaçà.
El cruel episodi de la Guerra Civil va significar per a Sant Joan de Mollet el canvi de nom, tot passant a denominar-se Mollet de Ter. El franquisme portaria, entre altres coses, la coneguda repressió política i les cartilles de racionament, iniciant-se un període de carestia que s'allargaria fins a la fi dels anys cinquanta. Cal dir que Sant Joan de Mollet fou un dels pocs pobles gironins que no tingués cap veí afiliat a la Falange Española en la primera dècada del franquisme.
A partir d'aquell moment és quan s'inicia una tímida expansió econòmica basada en l'agricultura. El segle xx ha estat testimoni de millores que han fet la vida domèstica més còmode i fàcil, la qualitat de vida de la gent de Mollet ha millorat radicalment gràcies a serveis com el telèfon, la llum o l'aigua corrent.
Durant els últims anys setanta i primers vuitanta del segle xx que es començaren a asfaltar els carrers i s'endegaren altres obres de millora dels serveis com ara el cementiri municipal. A l'entrada del segle xxi, el recurs econòmic principal de la gent de Mollet continua essent la terra.

## Llocs d'interès
- Església Parroquial de Sant Joan
- Puig d'en Falgueres de 79 msnm.
- La Canova és un mas situat a aquest municipi

## Demografia
| 1497 f | 1515 f | 1553 f | 1717 | 1787 | 1857 | 1877 | 1887 | 1900 | 1910 |
| ------ | ------ | ------ | ---- | ---- | ---- | ---- | ---- | ---- | ---- |
| 18     | -      | 11     | 91   | 178  | 352  | 375  | 362  | 312  | 363  |

| 1920 | 1930 | 1940 | 1950 | 1960 | 1970 | 1981 | 1990 | 1992 | 1994 |
| ---- | ---- | ---- | ---- | ---- | ---- | ---- | ---- | ---- | ---- |
| 371  | 361  | 350  | 344  | 397  | 358  | 307  | 311  | 312  | 312  |

| 1996 | 1998 | 2000 | 2002 | 2004 | 2006 | 2008 | 2010 | 2012 | 2014 |
| ---- | ---- | ---- | ---- | ---- | ---- | ---- | ---- | ---- | ---- |
| 367  | 351  | 354  | 351  | 437  | 487  | 515  | 513  | 504  | 509  |

| 2016 | 2018 | 2020 | 2022 | 2024 | 2026 | 2028 | 2030 | 2032 | 2034 |
| ---- | ---- | ---- | ---- | ---- | ---- | ---- | ---- | ---- | ---- |
| 495  | 502  | 498  | 515  | 526  | -    | -    | -    | -    | -    |